# Karel Hais
Karel Hais (11. září 1912 Hlinsko – 1981) byl český anglista, tvůrce televizního kurzu angličtiny, učebnic a slovníků.

## Dílo

### Gramatiky
- Anglická mluvnice (Praha : SPN, 1954)
- Anglická mluvnice (Praha : SPN, 1957)
- Anglická mluvnice (Praha : SPN, 1975)
- Anglická gramatika (Do slov. prel. Ján Lenharadt, Bratislava : Slov. pedagog. nakl., 1978)
- Anglická mluvnice (Praha : Státní pedagogické nakladatelství, 1981)
- Anglická mluvnice (Praha : SPN, 1991)
- Anglická gramatika (prel. Ján Lenhardt, Bratislava: Slov. pedagog. nakl., 1991)
- Anglická gramatika (Bratislava : Slovenské pedagogické nakladateľstvo, 2009)

### Obchodní korespondence
- Anglická obchodní korespondence : pro 3. a 4. roč. hosp. škol se čtyřletým studiem (Praha : SPN, 1957)
- Anglická obchodná korešpondencia pre 3. a 4. ročník hospodárskych škôl so štvorročným štúdiom (Bratislava : Slov. pedagog. nakl., 1960)

### Slovníky
- Anglicko-český a česko-anglický kapesní slovník (Praha : SPN, 1960)
- Anglicko-český a česko-anglický kapesní slovník (Praha : Stát. pedagog. nakl., 1961)
- Anglicko-český a česko-anglický kapesní slovník (Praha : Státní pedagogické nakladatelství, 1963)
- Anglicko-český a česko-anglický kapesní slovník (Praha : SPN, 1965)
- Anglicko-český a česko-anglický kapesní slovník (Praha : Státní pedagogické nakladatelství, 1967)
- Anglicko-český a česko-anglický kapesní slovník (Praha : Státní pedagogické nakladatelství, 1968)
- Anglicko-český a česko-anglický kapesní slovník (Praha : Státní pedagogické nakladatelství, 1974)
- Anglicko-český a česko-anglický kapesní slovník (Praha : SPN, 1975)
- Anglicko-český a česko-anglický kapesní slovník (Praha : SPN, 1982)
- Anglicko-český a česko-anglický kapesní slovník (Praha : SPN, 1987)
- Anglicko-český a česko-anglický kapesní slovník (Praha : SPN, 1991)
- Anglicko-český kapesní slovník (Praha : Knihovna a tiskárna pro nevidomé K. E. Macana, 1993)
- Angličtina-čeština, čeština-angličtina : praktický slovník (Karel Hais a Břetislav Hodek, Voznice : Leda, 1996)
- Angličtina - čeština : praktický slovník (Karel Hais a Břetislav Hodek, Voznice : Leda, 2007)
- Velký anglicko-český a česko-anglický slovník [elektronický zdroj] (Voznice : Leda, c1996)
- Velký anglicko-český slovník = English-Czech dictionary (Karel Hais a Břetislav Hodek, Praha : Leda : Academia, 1997)
- Velký anglicko-český slovník [elektronický zdroj], Voznice : Leda, c1996)
- Velký anglicko-český slovník = English-Czech Dictionary (Karel Hais a Břetislav Hodek, Praha : Academia, 1991–1993)
- Velký anglicko-český slovník = English-Czech dictionary (Karel Hais a Břetislav Hodek, Praha : Academia, 1984–1985)

### Učebnice
- Angličtina pro 3. a 4. ročník hospodářských škol se čtyřletým studiem (Praha : SPN, 1957)
- Anglicky v 30 lekcích (Praha : SPN, 1958)
- Angličtina : odborné texty pro 3. a 4. ročník hospodářských škol se čtyřletým studiem (Praha : SPN, 1958)
- Angličtina pro odborné školy se čtyřletým studiem : učební text pro 2. roč. odb. škol. 2. [díl] (Praha : SPN, 1958)
- Angličtina pro odborné školy se čtyřletým studiem : učební text pro nepovinné vyučování na odb. školách. 1. [díl] (Praha : SPN, 1958)
- Angličtina pro odborné školy se čtyřletým studiem. 3.-4. díl (zprac. Karel Hais a Miloš Svoboda, Praha : SPN, 1959)
- Angličtina pro 3. a 4. ročník středních ekonomických škol (il. Josef Říha, Praha : SPN, 1966)
- Angličtina pro 3. a 4. ročník středních ekonomických škol (Praha : SPN, 1963)

- Příručka k televiznímu kursu angličtiny (František Malíř a Karel Hais, Praha : Práce, 1962)
- Příručka k televiznímu kursu angličtiny pro pokročilé (Praha : Práce, 1963)
- Příručka k televiznímu kursu angličtiny (František Malíř a Karel Hais, Praha : Práce, 1963)
- Televízny kurz angličtiny : Učobné texty (Bratislava : Smena, 1964)
- Televízny kurz angličtiny : Učebné texty (Bratislava : Smena, 1964)
- Příručka k televiznímu kursu anglické konverzace. Díl 1, Lekce 1-8 (Praha : Práce, 1965)
- Příručka k televiznímu kurzu anglické konverzace. Díl 2, Lekce 9-15 (Praha : Práce, 1965)
- Příručka k televiznímu kursu anglické konverzace (Praha : Práce, 1967)

- Příručka ke kursu angličtiny, vydanému na dlouhohrajících deskách (Jiří Krámský a Karel Hais, Praha : Gramofonové závody, 1957)
- Příručka ke kursu angličtiny vydanému na dlouhohrajících deskách (Jiří Krámský a Karel Hais, Praha : SHV, 1962)
- Příručka ke kursu angličtiny vydanému na dlouhohrajících deskách (Jiří Krámský a Karel Hais, Praha : SHV, 1963)

### Překlady
- Kniha o manželství : Praktický průvodce pohlavním životem a manželstvím / [Autoři:] Hannah M. Stoneová, Abraham Stone ; Z angl. orig. A Marriage Manual přel. Karel Hais ; Vladimír Barták: Třicet let od prvního českého vydání Knihy o manželství, doslov ; Kresby: Dagmar Černá Stone, Hannah M. 1894-1941, Praha : SZdN, 1966